# Callitomis fruhstorferi
Callitomis fruhstorferi är en fjärilsart som beskrevs av George Francis Hampson 1898. Callitomis fruhstorferi ingår i släktet Callitomis och familjen björnspinnare. Inga underarter finns listade i Catalogue of Life.